# Vacenovice
Vacenovice település Csehországban, Hodoníni járásban. Vacenovice Skoronice, Ratíškovice, Milotice és Vracov településekkel határos. Lakosainak száma 2160 fő (2024. január 1.).

## Népesség
A település lakosságának változását az alábbi diagram mutatja:
| Lakosok száma | 796  | 1016 | 1244 | 1472 | 2058 | 2083 | 2187 | 2197 | 2152 | 2160 |
|               | 1869 | 1890 | 1921 | 1950 | 1980 | 2001 | 2017 | 2019 | 2022 | 2024 |